# یواس‌اس ایگل (۱۸۱۲)
یواس‌اس ایگل (۱۸۱۲) (به انگلیسی: USS Eagle (1812)) یک کشتی بود که طول آن ۶۴ فوت (۲۰ متر) بود. این کشتی در سال ۱۸۱۲ ساخته شد.